# William Owen (pilote automobile)
William Owen, né le 23 mars 1995 à Castle Rock au Colorado, est un pilote automobile américain. Il participe actuellement aux European Le Mans Series pour l'écurie United Autosports dans la catégorie LMP2.

## Carrière
A l'issue de la saison 2016, Will Owen a fait ses premiers pas en endurance durant le rookie test du Championnat du monde d'endurance FIA qui s'était déroulé sur le circuit de Bahreïn. Durant ce test, il a pris le volant d'une Ligier JS P2 - Nissan de l'écurie Morand Racing,.
À la suite de cet essai, Will Owen s'engagea avec l'écurie United Autosports pour participer à l'intégralité du championnat European Le Mans Series ainsi que les 24 Heures du Mans. Pour cette première saison, il a piloté une Ligier JS P217 avec Hugo de Sadeleer et Filipe Albuquerque comme copilotes. Cette première saison a été très positive avec des victoires aux 4 Heures de Silverstone et aux 4 Heures du Red Bull Ring ainsi qu'une seconde place aux 4 Heures de Portimão. Ses performances lui ont permis d'obtenir le titre de Vice-champion pilote. Il réalisa également une pige pour le PR1/Mathiasen Motorsports en remplaçant José Gutiérrez pour l'épreuve de Long Beach dans le cadre du WeatherTech SportsCar Championship.

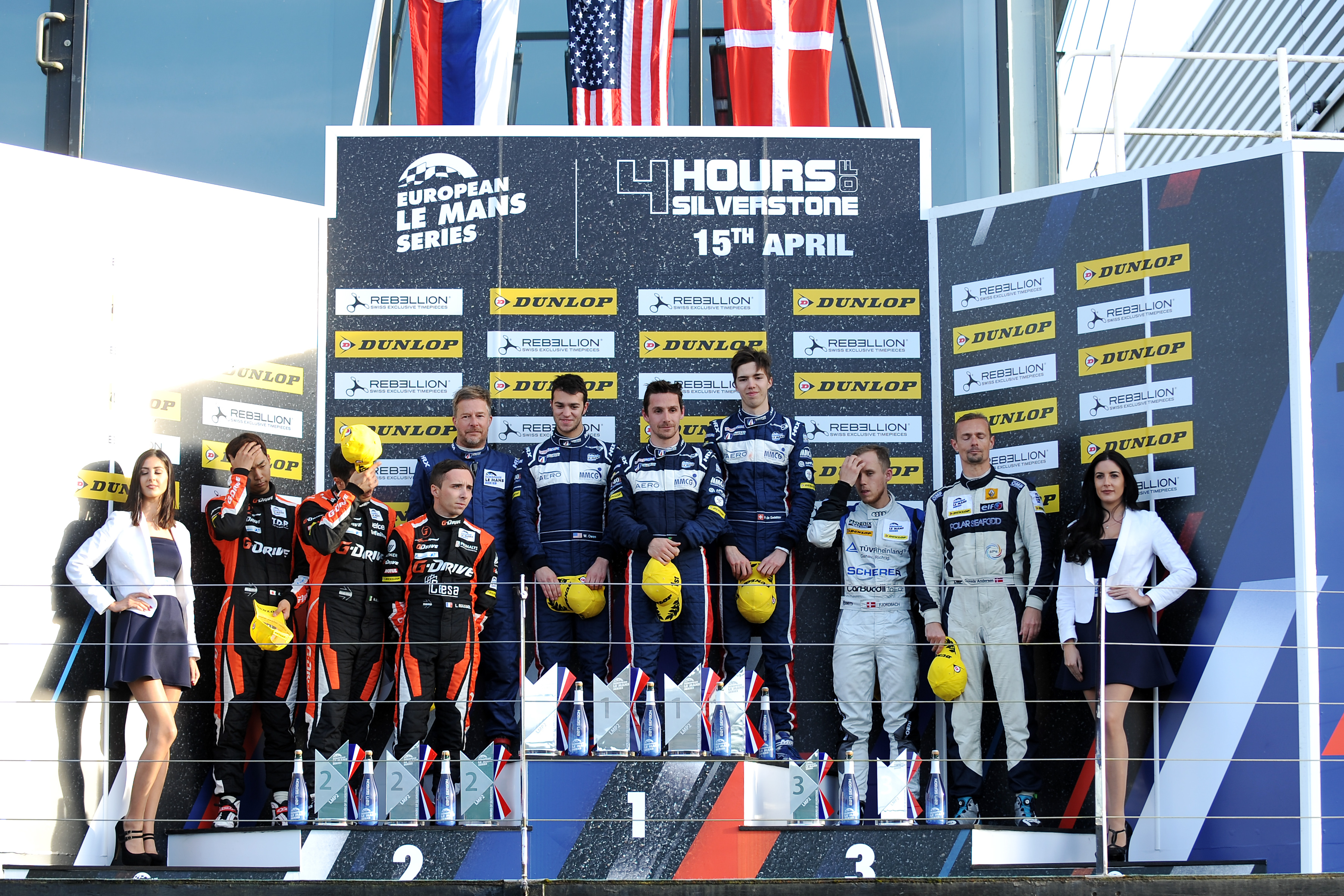
Podium des 4 Heures de Silverstone 2017

L'année 2018 a été très chargée pour  Will Owen. Toujours avec United Autosports, il commença par les 24 Heures de Daytona où il termina au pied du podium. Comme pour la saison précédente, il s'engagea également dans le championnat European Le Mans Series ainsi que les 24 Heures du Mans. Malheureusement, il ne réussit pas maintenir son niveau de performance et il ne monta qu'à une seule occasion sur le podium avec une troisième place aux 4 Heures de Portimão. Les 24 Heures du Mans lui ont par contre sourie avec une belle troisième place. Comme durant la saison précédente, il réalisa également des piges pour le PR1/Mathiasen Motorsports pour les 6 Heures de Watkins Glen et le Petit Le Mans.
En 2019, après avoir passé deux saisons en Europe,  Will Owen repris la direction des Etats-Unis afin de participer au championnat WeatherTech SportsCar Championship pour l'écurie Juncos Racing sur une Cadillac DPi-V.R.  Will Owen connait bien cette écurie pour avoir roulé deux saisons avec eux dans le cadre du Pro Mazda Championship.

## Palmarès

### 24 Heures du Mans
| Année | Écurie            | Copilotes                           | Voiture               | Classe | Tours | Pos. | Class Pos. |
| ----- | ----------------- | ----------------------------------- | --------------------- | ------ | ----- | ---- | ---------- |
| 2017  | United Autosports | Hugo de Sadeleer Filipe Albuquerque | Ligier JS P217-Gibson | LMP2   | 362   | 5e   | 4e         |
| 2018  | United Autosports | Hugo de Sadeleer Juan Pablo Montoya | Ligier JS P217-Gibson | LMP2   | 365   | 7e   | 3e         |
| 2019  | United Autosports | Ryan Cullen Alex Brundle            | Ligier JS P217-Gibson | LMP2   | 348   | 19e  | 14e        |

### 24 Heures de Daytona
| Année | Écurie            | Copilotes                                  | Voiture               | Classe | Tours | Pos. | Class Pos. |
| ----- | ----------------- | ------------------------------------------ | --------------------- | ------ | ----- | ---- | ---------- |
| 2018  | United Autosports | Paul di Resta Hugo de Sadeleer Bruno Senna | Ligier JS P217-Gibson | P      | 804   | 4e   | 4e         |

### European Le Mans Series
| Année | Écurie            | Châssis        | Moteur                     | Classe | 1     | 2      | 3      | 4      | 5     | 6     | Points | Classement |
| ----- | ----------------- | -------------- | -------------------------- | ------ | ----- | ------ | ------ | ------ | ----- | ----- | ------ | ---------- |
| 2017  | United Autosports | Ligier JS P217 | Gibson GK428 4,2 l V8 Atmo | LMP2   | SIL 1 | MON 6  | RBR 1  | LEC 5  | SPA 4 | POR 2 | 98     | 2e         |
| 2018  | United Autosports | Ligier JS P217 | Gibson GK428 4,2 l V8 Atmo | LMP2   | LEC 9 | MON 11 | RBR 15 | SIL 10 | SPA 6 | POR 3 | 23     | 13e        |
| 2019  | United Autosports | Ligier JS P217 | Gibson GK428 4,2 l V8 Atmo | LMP2   | LEC   | MON    | BAR    | SIL    | SPA   | ALG   |        |            |

### Championnat WeatherTech SportsCar
| Année | Écurie                    | Châssis        | Moteur                     | Classe | 1     | 2     | 3     | 4   | 5   | 6     | 7   | 8   | 9   | 10       | Position | Points |
| ----- | ------------------------- | -------------- | -------------------------- | ------ | ----- | ----- | ----- | --- | --- | ----- | --- | --- | --- | -------- | -------- | ------ |
| 2017  | PR1/Mathiasen Motorsports | Ligier JS P217 | Gibson GK428 4,2 l V8 Atmo | P      | DAY 6 | SEB 3 | LBH 5 | AUS | BEL | WGL   | MOS | ELK | LGA | ATL      | 31e      | 26     |
| 2018  | United Autosports         | Ligier JS P217 | Gibson GK428 4,2 l V8 Atmo | P      | DAY 4 | SEB   | LBH   | MOH | BEL | WGL   | MOS | ELK | LGA | ATL      | 29e      | 69     |
| 2018  | PR1/Mathiasen Motorsports | Ligier JS P217 | Gibson GK428 4,2 l V8 Atmo | P      | DAY   | SEB   | LBH   | MOH | BEL | WGL 9 | MOS | ELK | LGA | ATL      | 29e      | 69     |
| 2018  | PR1/Mathiasen Motorsports | Oreca 07       | Gibson GK428 4,2 l V8 Atmo | P      | DAY   | SEB   | LBH   | MOH | BEL | WGL   | MOS | ELK | LGA | ATL Abd. | 29e      | 69     |